# José de Jesús Quintero Díaz
José de Jesús Quintero Díaz (* 15. August 1949 in Copacabana) ist ein kolumbianischer Priester und Apostolischer Vikar von Leticia.

## Leben
José de Jesús Quintero Díaz empfing am 26. Juli 1975 die Priesterweihe.
Papst Johannes Paul II. ernannte ihn am 5. Januar 1996 zum Prälaten von Tibú. Die Bischofsweihe spendete ihm der Apostolische Nuntius in Kolumbien, Paolo Romeo, am 2. März desselben Jahres; Mitkonsekratoren waren Alonso Llano Ruiz, Bischof von Istmina-Tadó, und Gustavo Posada Peláez MXY, Altbischof von Istmina-Tadó.
Mit der Erhebung zum Bistum am 29. Dezember 1998 wurde er zum Bischof von Tibú ernannt. Am 23. Oktober 2000 wurde er zum Apostolischen Vikar von Leticia und Titularbischof von Chimaera ernannt.